# 奇奇利亚诺

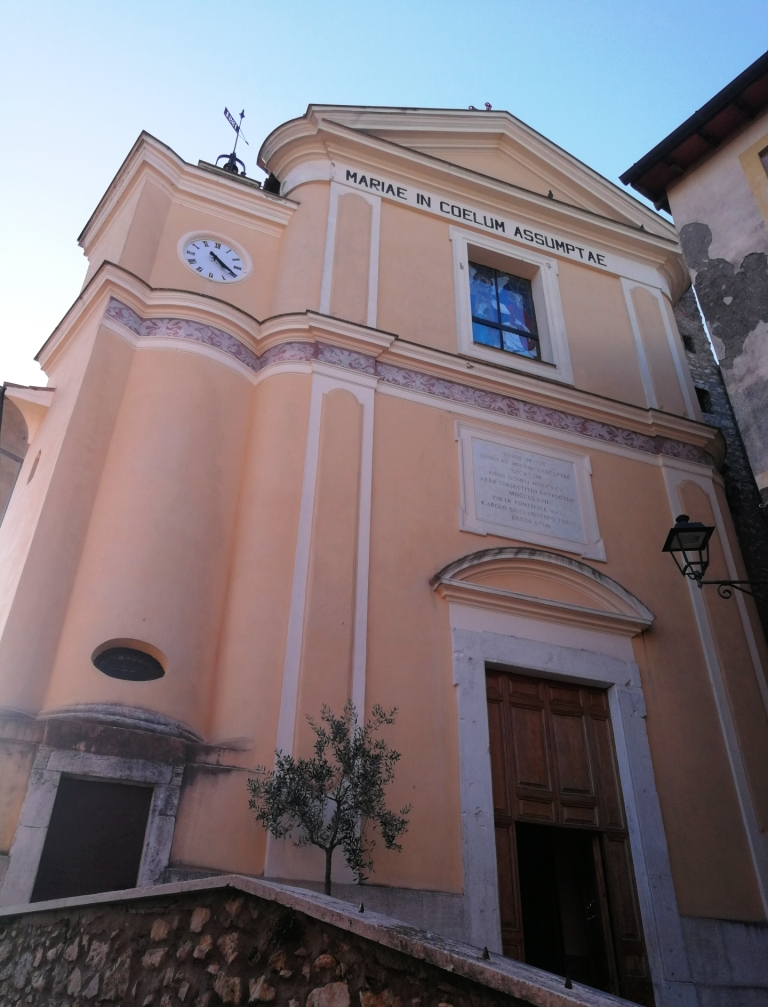
教堂

奇奇利亚诺（義大利語：Ciciliano）是意大利拉齐奥大区罗马首都广域市的一个市镇，面积19平方公里，人口1,257人（2004年）。